# دیوید پردو
دیوید پردو (انگلیسی: David Perdue؛ زادهٔ ۱۰ دسامبر ۱۹۴۹) بیزنس‌من اهل ایالات متحده آمریکا و سناتور جمهوریخواه از جورجیا است که با شکست دادن میشل نان در انتخابات سال ۲۰۱۴ سنای ایالات متحده برای جایگزینی سناتور سکسبی چمبلیس برگزیده شد. او پیشتر مدیرعاملی شرکت‌هایی چون ریباک، پیلوتکس و دالر جنرال را برعهده داشته‌است. پردو نخستین مدیرعامل یکی از شرکت‌های فرچون ۵۰۰ است که به عنوان سناتور برگزیده می‌شود.
پردو لیسانس مهندسی صنایع و فوق لیسانس تحقیق در عملیات خود را از جورجیا تک دریافت کرده‌است.
او پسر عموی سانی پردو است.